# Мондич-Шиналі Олена
Олена Мондич(ова)-Шиналі, народжена Ілона Шинаї (26 вересня 1902, Дюлафалва, жупа Мараморош, Австро-Угорщина, нині комуна Джулешть, Марамуреш, Румунія — 12 березня 1975, Кошиці) — словацька скульпторка русинського походження. Відома як автор пам'ятника Томашу Гаррігу Масарику. Як дружина карпатського українця, цікавилася історією Карпатської України та створила скульптурні портрети багатьох визначних діячів регіону.

## Біографія

### Навчання
Ілона Шинаї (угорський правопис імені — словацькою мовою Гелена Шинальова, русинською Олена або Йолана Шиналі) народилася в селі Дюлафалва, 15 км на південь від Мараморош-Сигіту, (зараз Джулешть, Румуния), в родині вчителя Штефана Шиналі родом з села Осіков, окрес Бардіїв, який за панславістичні погляди був переведений на працю у віддалене село. 1919 р., після розпаду Австро-Угорської імперії, родина повернулася до Словаччини, де її батько дістав посаду вчителя в селі Ковачовці, окрес Вельки Кртіш Бансько-Бистрицького краю. Олена навчалася в гимназії в Кошицях. По її закінченні навчалася в Празі у Високій мистецько-промисловій школі (UMPRUM) (1921—1922), а потім вивчала фах скульптури в Академії образотворчого мистецтва (AVU, 1922—1925), де її наставником був Ян Штурса.

### Кар'єра
1926 р. вийшла заміж за студента Івана Мондича з підкарпатского села Нанково (далекого родича Михайла Мондича), який вивчав в Празі право, і зацікавилася Підкарпатською Руссю. Через це присвятила свою творчість створенню скульптурних портретів закарпатских діячів. 16 травня 1926 в Ужгороді був відкритий пам'ятник Євгену Фенцику, який був високо оцінений критикою, як і її роботи, представлені на виставці в Пряшеві в 1927 р.
Того ж 1927 р., вже як відома скульпторка, виграла конкурс на створення пам'ятника Т. Г. Масарикові, який робила не з фотографій, а з живого президента. Пам'ятник був інаугурований в Ужгороді 1928 р. на честь 10-ліття республіки.
ЇЇ класичними роботами вважаються статуї Олександра Митрака (1931) в Мукачеві та Олександра Духновича (1933) в Пряшеві.

### Кінець творчої кар'єри
Чоловік Олени, Іван Мондич, був правником і представляв інтереси фірмы «Шкода» в Ужгороді і в Югославії. Розпад Чехословаччини і Друга світова війна стали трагедією для родини Мондичів. Роки війни провели під угорською окупацією в Мукачеві, а потім в Будапешті. Втратили все майно в Празі, у тому числі ательє. Часте перебування у вологих та холодних бомбосховищах призвело до ревматизму, після чого вже не могла працювати скульптором.

### Роки соціалізму
Після війни родина оселилася в Кошицях, у матері Олени. Скульпторка виявилася небажаною для нового режиму, оскільки зображувала «старорежимних» діячів. Працювала продавчинею текстилів, а чоловік працював рядовим робітником на залізниці. Померла в Кошицях 12 березня 1975 р.

## Роботи 1920-30-х рр
- Євген Фенцик, Ужгород (1926)
- Томаш Гарріг Масарик, Ужгород (1928, пам'ятник знищений 1974 р.)
- Лісоруб
- Вівчар
- Алегорична композиція
- Карпаторуська піснь (1930)
- Адольф Добрянський, Михаловці (1928), Ужгород (1929)
- Олександр Митрак, Мукачево (1931)
- Григорій Жаткович (1931)
- Антоній Бескид (1931)
- Олександр Духнович, Колочава (1930), Хуст (1932)
- Олександр Духнович, Пряшів (1933)
- Окрилене колесо, Братиславській головний вокзал (1938)

## Галерея

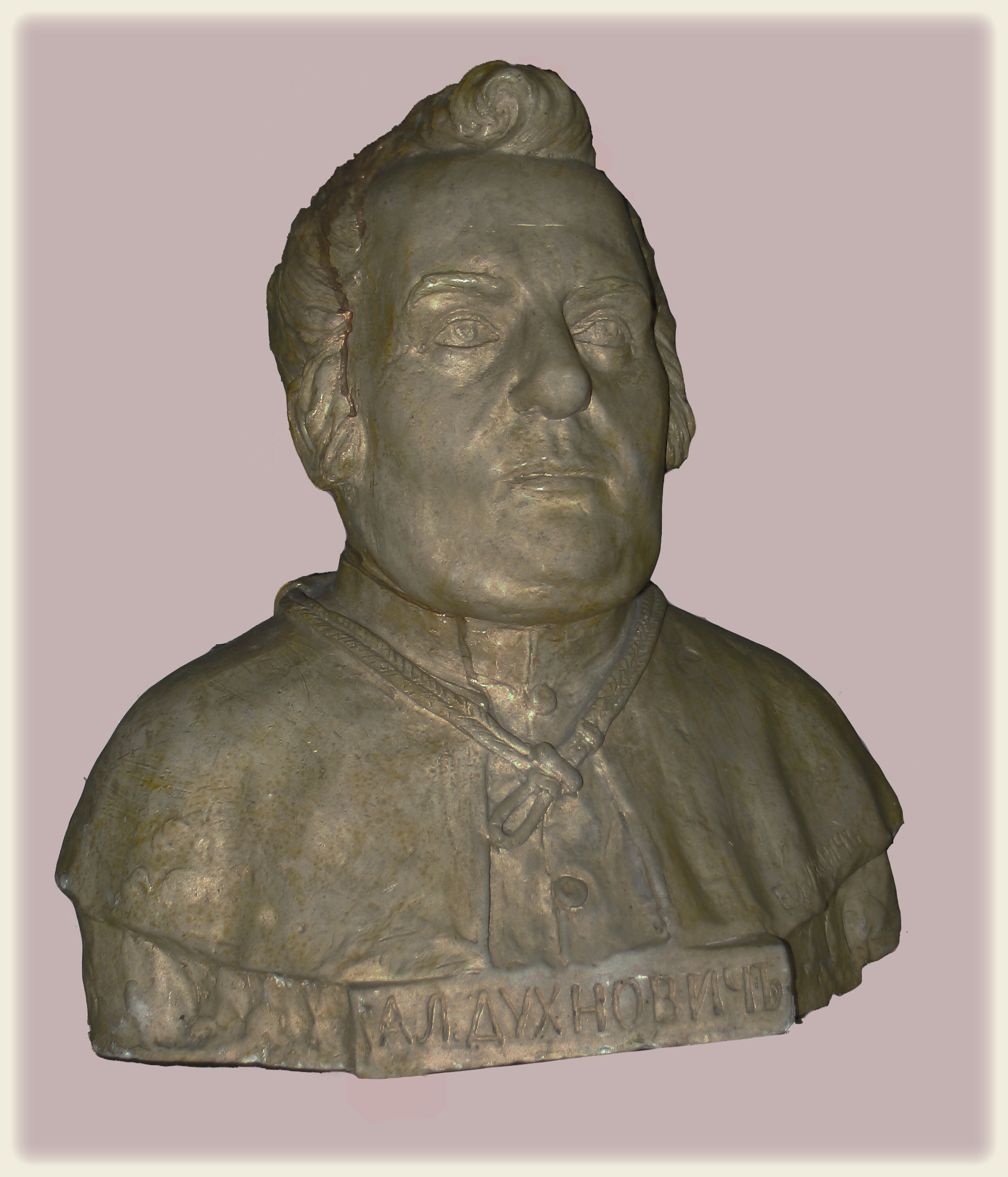
Олександр Духнович
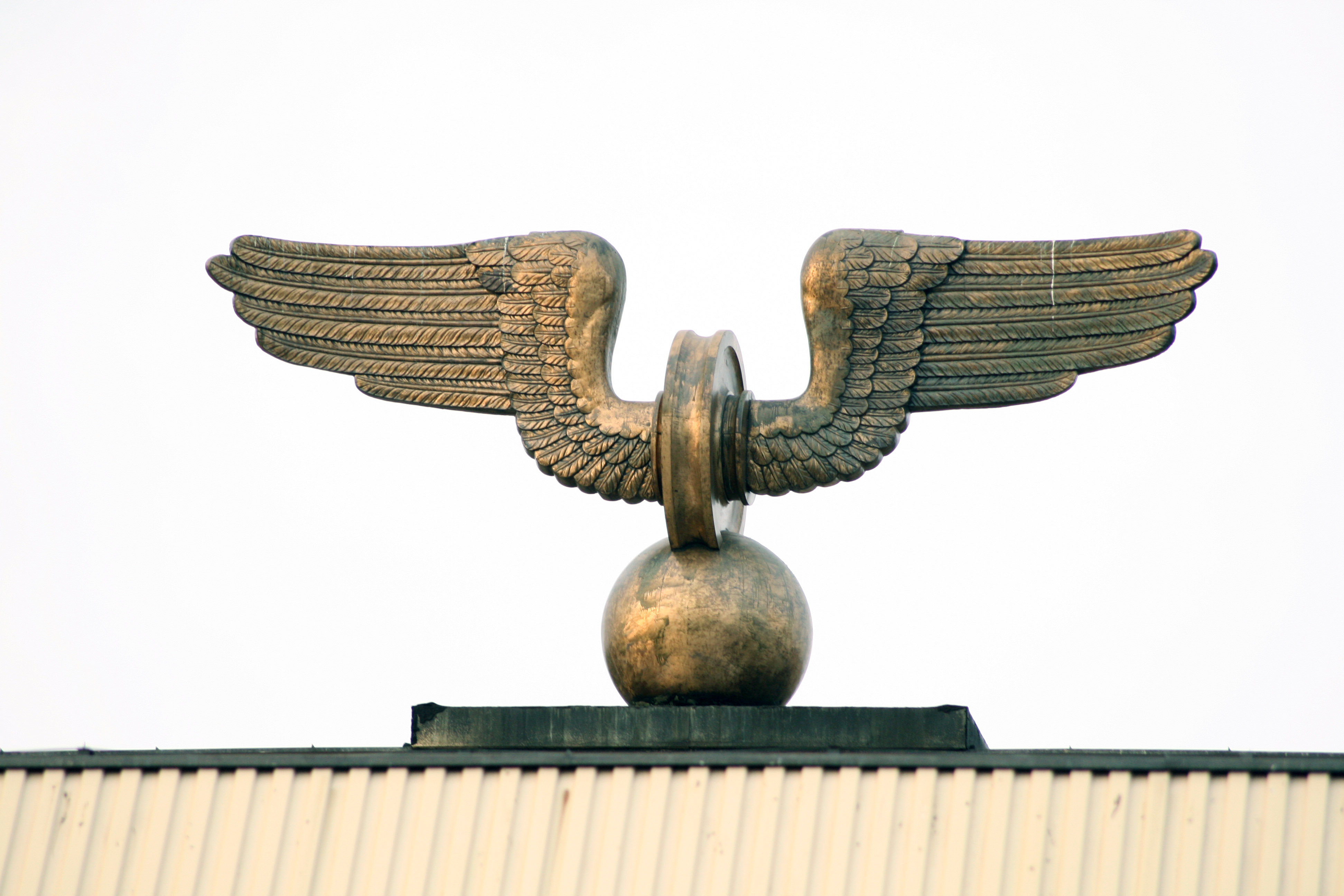
Братислава. Залізнична станція
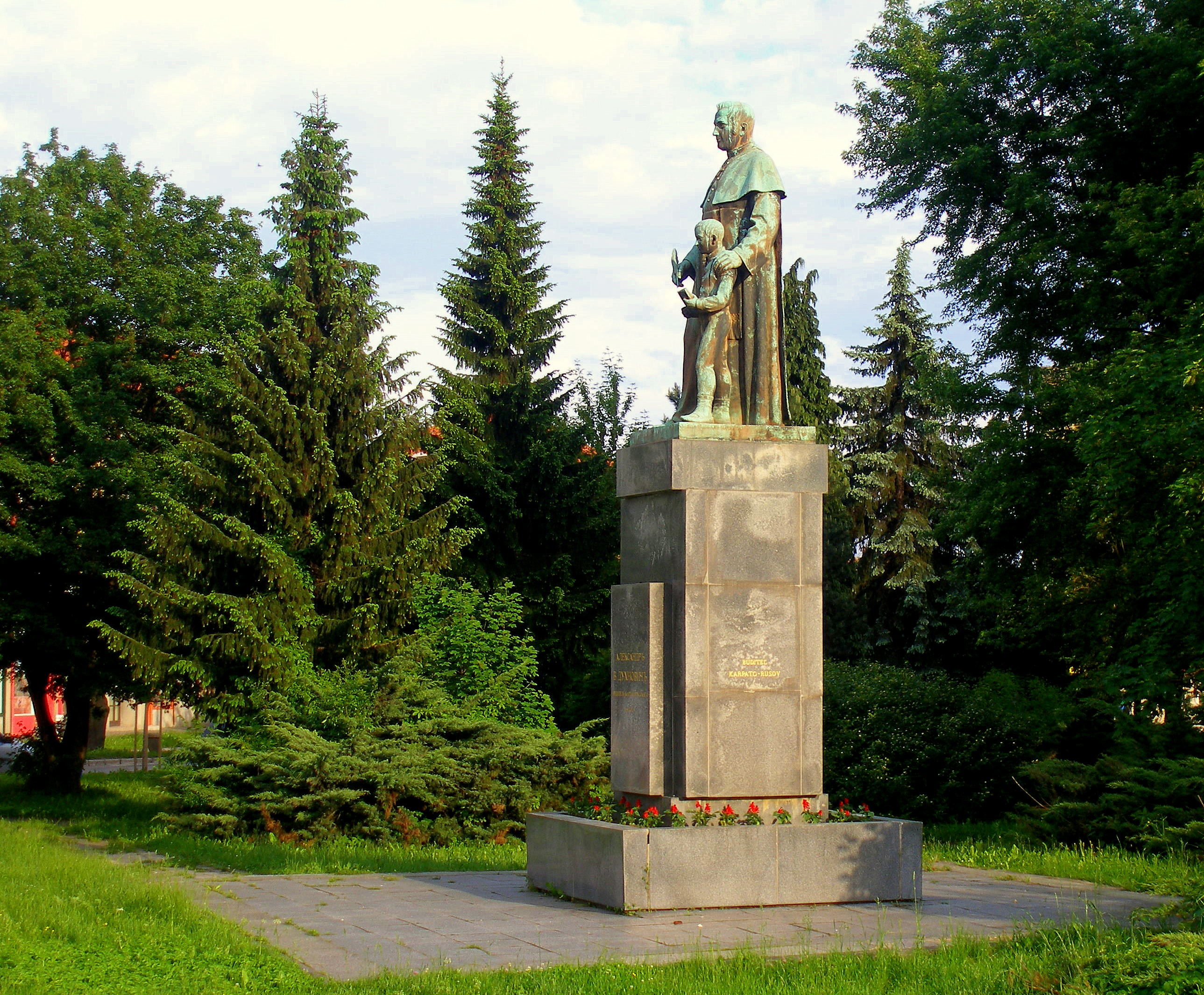
Пряшів. Пам'ятник Олександру Духновичу
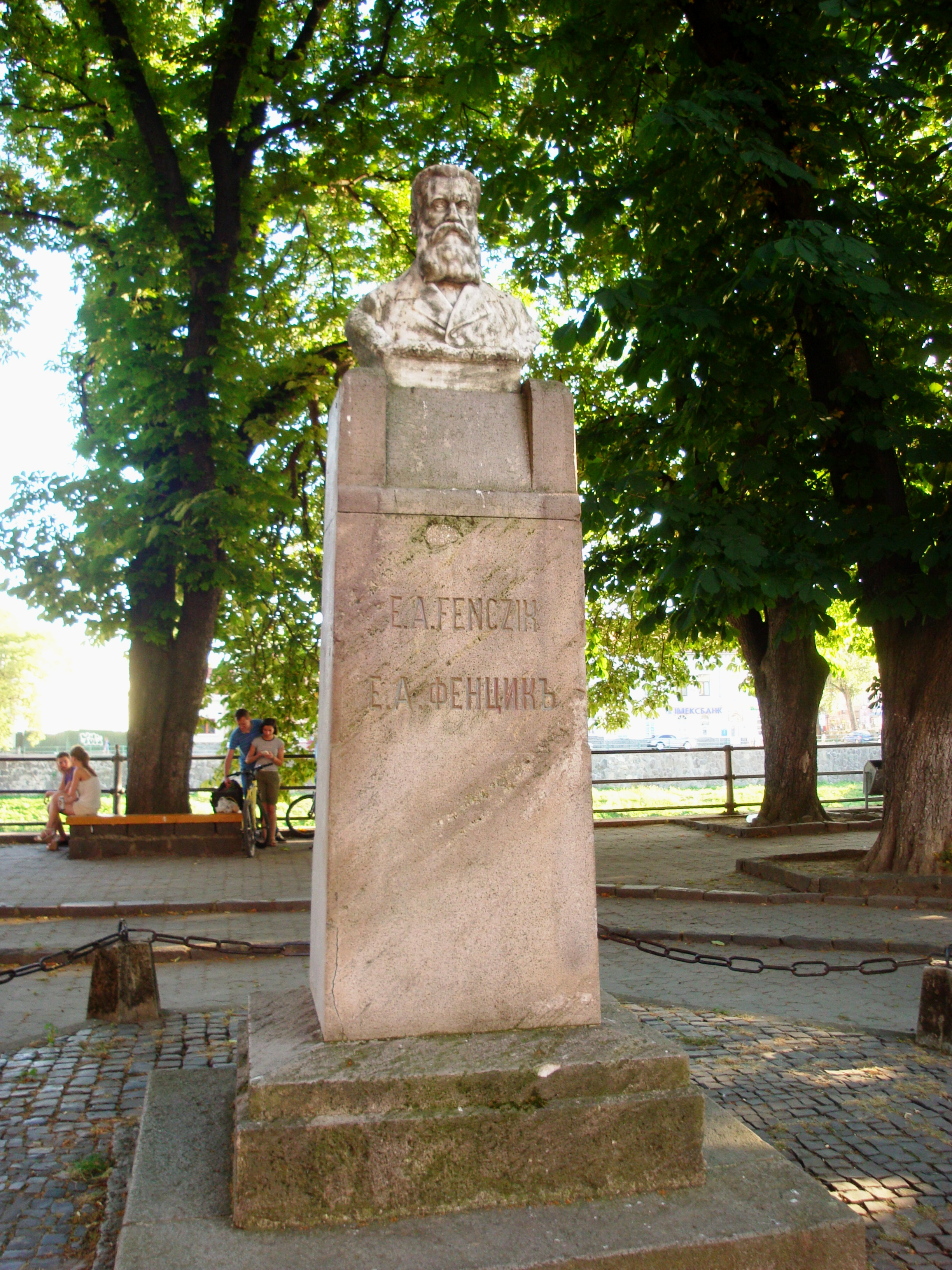
Ужгород. Пам'ятник Євгену Фенцику